# Божоле нуво

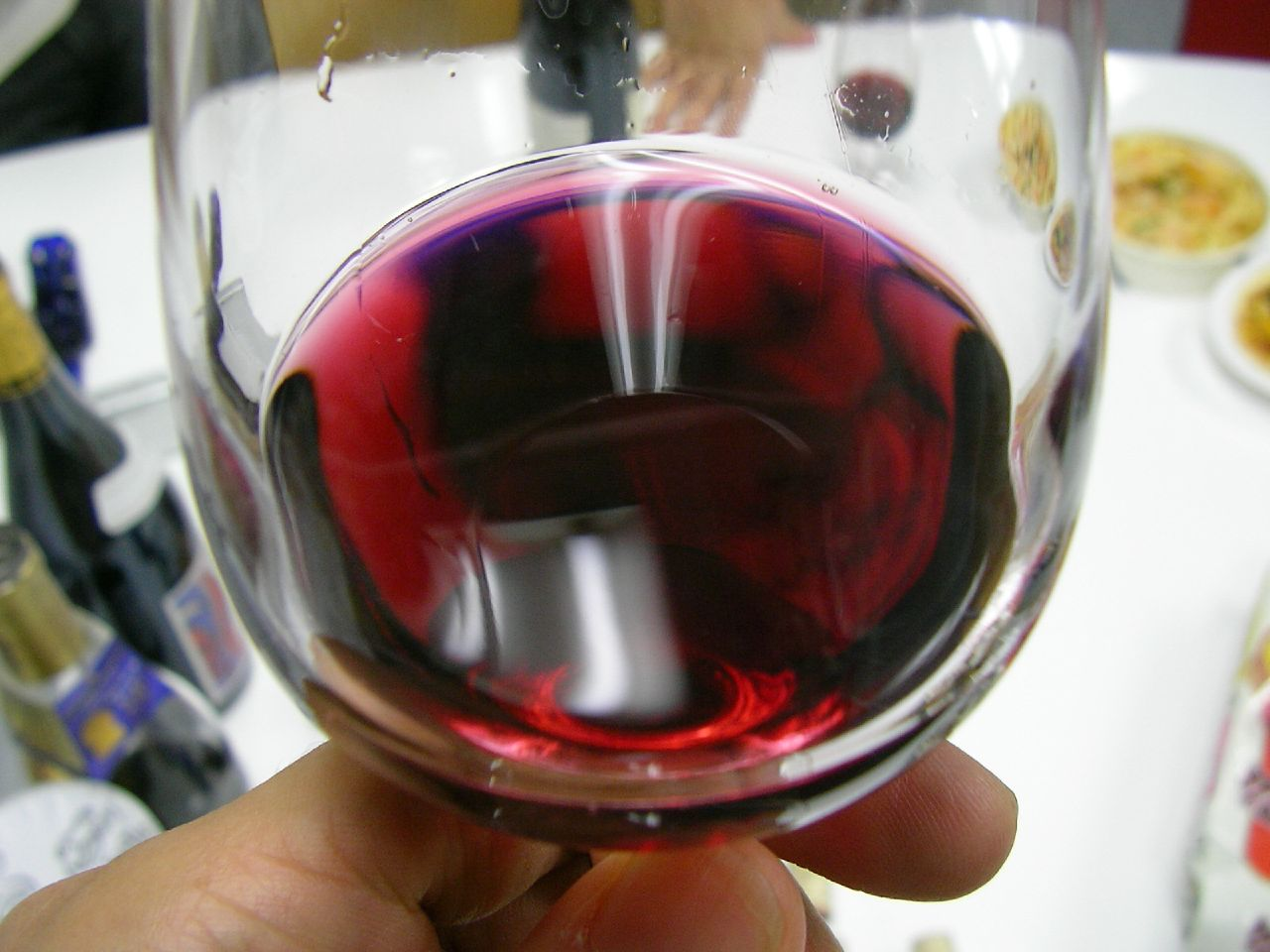
Божоле нуво

Божоле́ нуво́ (фр. beaujolais nouveau — «нове божоле») — молоде французьке червоне вино, що виробляється з винограду сорту гаме в історичній області Франції Божоле (Бургундія). Воно відрізняється від інших вин тим, що надходить у продаж відразу після закінчення процесу ферментації, через шість тижнів після збору врожаю. Божоле нуво не є колекційним вином, його не можна довго зберігати: вже до першого березня наступного за врожайним року вино втрачає свої властивості. Також — свято молодого вина божоле.

## Колір і Смак
Божоле нуво виробляють з винограду сорту гаме — 100 %. Молоде вино виходить насиченого кольору (чистий рубіново-фіолетовий або пурпурно-червоний), свіже, живе і яскраве, не надто терпке (у божоле нуво практично відсутні таніни), несолодке, містить близько 11-11,5 % алкоголю. Воно відрізняється різким смаком з фруктовим букетом. Тому у Франції божоле називають «веселим і зухвалим вином». Смак обумовлений особливостями його виробництва: якщо злити вино на три години раніше, ніж потрібно, то воно буде занадто легким із слабким забарвленням, якщо ж, навпаки — на три години пізніше, то молоде вино буде тьмяним і занадто терпким. Цю особливість пов'язують із ґрунтами, на яких росте чорний сорт винограду з білим соком — гаме. Зазвичай його смак — фруктово-ягідний з чистим, м'яким фруктовим присмаком (найчастіше — це яскраві відтінки вишні та чорної смородини). Фруктові нотки ароматного винного букету божоле нуво можуть змінюватись, і кожного року це буде трохи інша композиція, наприклад, можуть додатись ароматні відтінки малини або банану. Вік напою визначають за кольором залишків вина на стінках келиха. Спеціалісти зазначають, що якщо колір прозорий або світло-рожевий, то вино молоде; якщо темний і має руді або відтінки іржі — вино старе і, швидше за все, навіть «мертве» (вживати його не рекомендовано). Адже божоле нуво не призначене для довготривалого зберігання, зазвичай його вживають максимум протягом кількох місяців з дати виробництва. Є, втім, і білі вина божоле, наприклад, Beaujolais Blanc, що виготовляється з винограду шардоне.

## Виробництво
Вина божоле виробляють в однойменній області Бургундії з винограду сорту гаме (повна назва — gamay noir à jus blanc — «гаме чорний з білим соком»). Термін «божоле» відноситься і до «складних» вин з композиційним смаком (так званих Cru de Beaujolais), так і до простого, але популярного божоле нуво. Виробництво божоле нуво схоже на виробництво багатьох інших вин. Весь процес виробництва божоле нуво підпорядковується строгим правилам: дотримуються вікові традиції виноробства і численні законодавчо закріплені вимоги. Божоле нуво не витримують. Витримка не тільки не поліпшує смак вина, навпаки, з віком воно стає гіршим. Для того щоб молоде вино залишалося свіжим, ароматним, з яскравим фруктовим смаком, практикують мацерацію протягом 4-5 днів. Процес мацерації (вуглекислотної ферментаці) здійснюється в невеликих закритих чанах обсягом не більше 60 гектолітрів. До чану поміщають цілі грона винограду разом із стеблами. Сік, кількість якого відносно невелика (приблизно 50 % відсотків від загальної маси винограду), виділяється під власною вагою виноградних грон. Йде бродіння всередині непошкоджених ягід у результаті контакту соку з шкіркою. Ідеальна для цього процесу температура — 25-28 °С.Для того щоб спровокувати ферментацію, цей сік можуть підігрівати. Потім отримане сусло поміщають до іншого чану, де воно йде під прес і проходить подальшу ферментацію. Під час другої ферментації вино стає м'якшим, кислотність його зменшується. Як і більшості вин, друга ферментація дозволяє божоле нуво досягти стабільності протягом місяця після збору врожаю. Саме на цьому етапі вина розливають по пляшках. Це вино надходить у продаж безпосередньо після закінчення ферментації. Божоле нуво майже не містить танінів, якими зазвичай насичується вино за час перебування в дубових діжках. Саме в цьому причина легкості і свіжості напою. У наші дні практично всі божоле виробляють таким способом. Виняток становлять лише деякі особливі вина божоле, де мацерація відбувається в дубових бочках.

## Провідні виробники божоле
- Georges Duboeuf
- Louis Jadot
- Domaine Yvon Metras
- Jean-Paul Thevenet
- Albert Bichot[6]

## Історія, традиції, легенди
За даними різних джерел, колись сорт гаме вирощували по всій Бургундії, поки один з місцевих герцогів не наказав вирубати ці виноградники під корінь, вважаючи гаме абсолютно непридатним для виготовлення благородних вин. Але висланий на південні околиці гаме чудово прижився в Божоле, і вже через кілька років у Франції заговорили про чудові вина, що мають особливий фруктовий смак і аромат.

За офіційною версією, традиція святкування «дня божоле нуво» виникла в середині XIX століття у виноградарів регіону Божоле. Вино, що отримують з винограду сорту гаме, зазвичай дозрівало швидко і було невисокої якості. У зв'язку з цим бургундські винороби почали проводити рекламну кампанію з продажу «першого» вина, що одразу принесло їм добру вигоду. Збір винограду починався раніше, ніж в інших місцях, а ферментація вина проходила під час його транспортування баржами по річці або візками до Ліона та його околиць.
Це вино було дешевим, народним. Його зазвичай починали пити під час ярмарку у кварталі Круа-Русс (Croix-Rousse) в Ліоні, що проходив в останню неділю жовтня, і де молоде божоле було найпопулярнішим напоєм. Споживали вино дуже активно. Його розливали в спеціальні пляшки, звані «pot». До 1846 року це були пляшки ємністю 1 літр, вони носили назву «Ліонська пляшка» (Pot Lyonnais) або «Міська пляшка» (Pot de ville), а коли її об'єм зменшили до нинішнього традиційного 460 мл — це призвело майже до революції серед місцевих квартальних випивак, які вважали себе обділеними і обдуреними. Зазвичай пляшки 460 мл виставлялися в лінію на стійці бару, а покупці платили за метр. У метрі налічувалося 12 пляшок, а тринадцята зазвичай пропонувалася безкоштовно. Саме тоді виник вираз «boyau rouge», тобто «бути хорошим пияком».
Ця традиція припинила своє існування тільки під час Другої Світової, коли німці ввели спеціальні податки і правила продажу марочних вин у Франції під час окупації. 11 березня 1951 року у Франції прийнято законодавчий акт, згідно з яким вино поточного року на території країни можна було продавати не раніше 15 листопада. Це зробили з метою одночасно доставляти вина споживачам — законодавчо визначили дати надходження вина від виноробів до постачальників на проміжні бази, і стежили за тим, щоб ці терміни дотримувалися на кожному етапі. Проте 9 листопада 1951 року особи, відповідальні за виноробство в регіонах, де виробляється вино, призначене для раннього споживання, отримали дозвіл місцевого технічного відділення Інституту найменувань на більш ранній продаж вина. Це і можна вважати офіційним народженням «нових» вин. Обсяги продажів божоле нуво в цей час становили близько 15 000 гекталітрів. Саме тоді божоле нуво офіційно з'являється в Парижі. Перші роки день появи в магазинах і барах молодого божоле був різним. Наприклад, у 1952 році це сталося 3 листопада, а в 1953 році — 1 листопада. Тим не менш, у 1967 році державна влада знову обмежила дату початку продажу божоле нуво. Було встановлено точну дату — опівночі 15 листопада. А 14 січня 1972 року вийшов ще один декрет, який дозволяв здійснювати поставки купленого вина від виробників оптовикам починаючи з 7 листопада, однак продаж його в цей час був заборонений. Був також єдиний виняток — у 1977 році, коли через кліматичні умови урожай винограду був зібраний дуже пізно, і свято молодого вина припало на 25 листопада. У 1985 році ця дата була затверджена як третій четвер листопада.
До 1980-х років свято молодого вина було виключно французьким. У 1972 році його стали відзначати в Австралії, в 1985 році — в Японії, де здобуло чималу популярність, потім — в Таїланді. 
Існує ще один міф щодо походження божоле нуво, хоча документальних підтверджень цьому міфу не знайдено. Нібито американські солдати, що затрималися у Франції після звільнення країни в 1944 році, страждали від нестачі алкоголю: посилки з віскі через океан йшли довго і не всім. Комусь прийшла в голову ідея скуштувати молоде вино. Виявилося, що дуже дешево можна придбати напій, який має сильний п'янкий ефект. Винороби саме таким чином рекламували божоле нуво і якість вина відійшла на другий план.

## Свято молодого вина в наші дні
Відповідно до законів Франції, вино божоле нуво свіжого врожаю офіційно презентують в третій четвер листопада. Цей день часто називають «святом божоле» і проводять під девізом Le Beaujolais Nouveau est arrivé! («Божоле нуво прибуло!»), створеним сучасним французьким художником Беном Вотьє. Плакати саме з таким написом з'являються в кафе і ресторанах французького містечка Божо приблизно за тиждень до свята. Білі букви на чорному тлі, немов написані крейдою на дошці, символізують зустріч старого з новим. На ринку США з 2005 року застосовується новий рекламний слоган It's Beaujolais Nouveau Time! («Це час божоле нуво!»). Уже багато десятиліть у Франції це одне з улюблених народних свят. З 1980-х років свято почали відзначати і за межами Франції. Існують навіть путівники по бістро-божоле, що видаються в усьому світі. Свято божоле нуво ще називають «Новий винний рік» або Новий рік за «винним календарем».
Першими пляшки з кислуватим нектаром відкривають опівночі японці — основні закордонні споживачі «Божоле нуво». На батьківщині вина — в містечку Божо — в ніч на четвер чекають близько 30 тисяч чоловік. Першу пляшку відкривають рівно опівночі — після дванадцятого удару дзвонів церкви Святого Миколая. На головній площі містечка Божо при світлі смолоскипів розливають і дегустують вино нового врожаю. Ніхто не знає, яким буде «Божоле Нуво» цього разу, але кожен може його скуштувати, після чого вино поступає у продаж. У Ліоні свято за традицією розпочинається ввечері з концертів та феєрверків, а завершується дегустацією. Практично в кожному місті Франції проходять народні гуляння, що супроводжуються веселими танцями, концертами і обов'язковим частуванням усіх бажаючих стаканчиком вина божоле, ковбасками і печеними яблуками. В народі існують деякі правила святкування, наприклад, вино необхідно охолодити до 11-13 градусів або піднімаючи келихи, вино вітають словами «Le Beaujolais Nouveau est arrive!» («Божоле нуво прибуло!» або «Прийшов час молодого божоле!»). За рахунок підвищеного вмісту вуглекислоти в молодому вині алкоголь швидко всмоктується в кров. Ефект потужний, проте нетривалий, тому вина за святкові два тижні випивається величезна кількість, про яке самі французи говорять так: «У листопаді у Франції тече ще одна річка — Божоле».

Але ставлення до цього свята у французів неоднозначне. Так, наприклад, одного року, громадськість Тулузи виступила із закликом припинити такі свята і провела антиалкогольну пропаганду серед молоді. Мер міста був дуже стурбований тим, що молодь надмірно захоплюється подібними святами, чим завдає шкоди своєму здоров'ю. Інші ж вважають, що до «Божоле нуво» потрібно підходити не як до вина, а як до події, як до явища. Адже свято божоле несе в собі глибокий соціальний, культурний і громадянський сенс.

## Свято молодого вина в Україні
В Україні з 2007 року свято щороку проходить в Ужгороді під назвою «Закарпатське Божоле». Організаторами його є Ужгородська районна держадміністрація і Спілка приватних виноградарів та виноробів Закарпаття.

## Статистика
Сучасна статистика продажів божоле виглядає так: його імпортують в 200 країн світу, в обсязі 400 000 гекталітрів (приблизно 55 млн пляшок). Щорічне виробництво божоле нуво становить близько 45 млн літрів. Тим часом, популярність божоле нуво у Франції щороку падає — за півтора десятка років обсяги його продажів скоротилися вдвічі. Якщо в 1997 році тут було продано 11,2 мільйона літрів «Божоле нуво», то в 2010 ця цифра становила лише 5,5 мільйона літрів. Так само неухильно скорочуються доходи: у 2008 році виручка від продажів склала 29,7 мільйона євро, в 2009 — 28,6 мільйонів євро, в 2010 — 28 мільйонів євро. Експерти відзначають, що сама концепція божоле нуво втрачає свою привабливість. Якщо раніше це вино непогано продавалося після свята, то тепер великі мережі поспішають розпродати його в перші три дні, бо потім зробити це вже складно. У зв'язку з цим винороби прагнуть завоювати нові ринки: божоле активно просувають в Азії (у т.ч. Росії), Америці — близько 40 % пляшок молодого вина з регіону Божоле йде на експорт. Щорічно в інші країни в дуже короткі терміни продаються близько 15 мільйонів пляшок, причому більше половини цієї кількості закуповують країни Азії на чолі з Японією і Республікою Корея, а замикають десятку лідерів США, Німеччина, Нідерланди. Виробники також намагаються повернути покупців, поліпшуючи імідж «першого» вина і акцентуючи увагу на підвищенні якості пропонованого продукту.

## Різновиди божоле
Виноробний регіон з глинисто-вапняними ґрунтами і виноградниками, що тягнуться від Сент-Амура на півночі до Ліона на півдні, асоціюється в першу чергу зі знаменитим на весь світ Beaujolais Nouveau. Однак треба зазначити, що категорія божоле не обмежується лише зовсім молодим вином нового врожаю, випити яке необхідно максимум протягом двох-трьох місяців. Всі вина цього регіону поділяються на чотири категорії:

### Beaujolais
Вина Beaujolais виробляються, головним чином, в Нижньому Божоле, близько 70 % з них припадає на частку Beaujolais Nouveau. Цю категорію божоле вважають класичною, тобто це вино з виноградників, які ростуть на околицях самого регіону. Ці вина також краще пити молодими — протягом року з моменту виготовлення.

### Beaujolais Superieur
Категорія Beaujolais Superieur присвоюється не за територіальним, а за якісним принципом: вино повинне мати міцність не менше 11º, а допустимий термін зберігання — до двох років.

### Beaujolais-Villages
Виноградники Beaujolais-Villages займають площу близько 6300 гектарів, цю територію часто називають «гранітним Божоле» — через гранітне підґрунтя, на якому росте виноград, в центральній частині регіону. Ці вина можуть витримуватися протягом 2-3 років.

### Cru de Beaujolais
Що ж стосується Cru de Beaujolais, то ця категорія стосується виключно червоних вин, які піддаються досить тривалій ферментації — до двох місяців, а потім півроку витримуються в дубових бочках.

## Рекомендації до вживання
Французи називають божоле універсальним вином, яке можна пити в будь-який час дня. Головне — хороша компанія і правильна їжа. Рекомендується подавати охолодженим до температури +13 °C … +16 °C, але зберігати його у холодильнику не можна. Сомельє рекомендують перед вживанням на п'ять хвилин опустити пляшку у відерко з льодом. Тоді розкриються фруктові аромати напою. Божоле нуво добре пасує до м'ясних делікатесних закусок, різноманітних паштетів, несолодкої випічки з листкового тіста, страв з дичини, піци, салатів, страв з яєць, морепродуктів, страв з рибного фаршу і суші. Проте французи більше віддають перевагу м'ясу, легким закускам та сирам — краще місцевого виробництва, наприклад козячий кабріон або негострий сешон чи камамбер. А винороби стверджують, що кожен може дати волю власній кулінарній уяві і поєднувати божоле нуво з будь-якою стравою.
Купуючи напій, варто звернути увагу на те, як пляшки виставлені у продажу. Бутильоване вино краще тримати в горизонтальному положенні: корок повинен омиватися. На пляшках з молодим вином обов'язково вказують: «Апелясьон Божоле Контроль». Або загальне найменування — «Божоле нуво».

## Цікаві факти
- Одного року в Токіо встановили гігантський екран, де йшов зворотний відлік часу, щоб рівно опівночі японці змогли скуштувати «Божоле нуво».
- В аптеках Ліону неподалік від площі, де відбувалося свято, гості напідпитку могли безкоштовно проходити тест на рівень алкоголю в крові[10].
- Випита натщесерце склянка холодної води після веселої ночі відновить «навіжену дію молодого вина» з новою силою. Тому варто мати це на увазі, перш ніж пити воду, бажаючи освіжитися.[7]